# 意大利电影金像奖
意大利電影金像獎，或大卫迪多那太羅獎、大卫奖（義大利語：David di Donatello），以文藝復興寫實雕刻的奠基者Donatello命名，是意大利最負盛名的電影獎項，相當於意大利國內的奥斯卡金像奖。至2006年共有24個獎項。
獎盃源自雕塑家多那太羅的著名雕塑作品大衛。

## 歷史
1955年春，由義大利電影學院創辦于羅馬。
2005年為紀念該獎設立50周年，頒發了特別獎項，授予義大利電影史上最傑出的電影人。
該獎主要授予義大利電影，但亦設有特定給外國作品的獎項。

## 獎項
- 最佳電影（1970年起）
- 最佳導演
- 最佳新導演（1984年起）
- 最佳編劇
- 最佳製片人
- 最佳男主角
- 最佳女主角
- 最佳攝影
- 最佳成績（1975年起）
- 最佳原創歌曲
- 最佳美術設計（1981年起）
- 最佳服裝設計（1981年起）
- 最佳化妝（2008年起）
- 最佳视觉效果（2004年起）
- 最佳音效
- 最佳剪接 （1981年起）
- 最佳記錄片
- 最佳短片
- 最佳外語片（1959年起）
- 最佳外國導演
- 最佳歐洲電影（2004年起）

## 外部連結
- 官方網站 （意大利文）
- 官方網站 （英文）
- 互联网电影数据库（IMDb）上《意大利電影金像獎 （页面存档备份，存于）》的资料